# Whatever (오아시스의 노래)
〈Whatever〉는 영국의 록 밴드 오아시스의 싱글로, 처음에는 밴드의 리드 기타리스트인 노엘 갤러거가 썼다고 공인되어 있었으나, 그 후의 소송으로 인해 닐 인즈가 공동 작곡가로 이름을 올리게 되었다.

## 역사
이 싱글은 1994년 12월 18일 앨범에 수록되지 않고 오로지 싱글로만 발매되었으며, 오아시스의 데뷔 앨범인 《Definitely Maybe》와 두 번째 앨범인 《(What's the Story) Morning Glory?》 사이의 중간 다리 역할을 한다. 〈Whatever〉는 영국 싱글 차트 3위로 진입했으며, 탑 5 안에 든 그들의 첫 번째 싱글이 되었다. 〈Lord Don't Slow Me Down〉처럼 이 곡은 앨범으로 발매되지 않았고, 2010년 6월 14일에 발매된 그들의 베스트 앨범 《Time Flies... 1994-2009》에 실려져 있다. 이 곡의 현악기들은 런던 필하모닉 오케스트라와 일렉트릭 라이트 오케스트라 출신의 바이올리니스트 윌프 깁슨이 연주했다. 이 현악기 부분은 닉 잉햄과 노엘 갤러거가 편곡했다.
〈Whatever〉는 영국 차트에서 총 50주동안 머물렀으며, 이는 다른 오아시스 싱글들 중 최장 기록이다.

## 저작권 논쟁
이 곡의 멜로디 중 일부분은 닐 인즈의 노래인 〈How Sweet to Be an Idiot〉와 유사하지만, 작곡가 본인인 노엘 갤러거는 고의적인 표절을 부정하고 있으며, 자신도 닐 인즈의 〈How Sweet to Be an Idiot〉를 듣고 놀랐다고 주장하고 있다. 닐 인즈는 오아시스를 표절로 고발했고, 승소하여 그 후 인세를 얻게 되었다. 정말 노엘 갤러거가 말한 대로 우연의 일치인지, 아니면 정말 고의로 표절했는지는 멜로디의 일부분이 일치하기 때문에 의문이 남아있다.

## 탑 오브 더 팝스에서의 공연
오아시스가 이 곡을 탑 오브 더 팝스에서 공연할 때, 그들은 현악단의 첼리스트 중 한 명 대신 본헤드가 첼로를 맡게 되었는데, 누가 보기에도 그는 그 악기를 연주하는 법을 모르고 있었다. 곡이 끝에 다다르자, 그는 연주하기를 포기하고는 대신 활로 지휘 흉내를 내기 시작했다. 노엘은 무대에 꾸며 놓은 해바라기 꽃으로 장난을 치기도 하였다. 한 여성이 그의 리듬 기타를 연주했다. 이 곡은 훗날 오아시스와 유명한 불화를 낳게 되는 블러의 데이먼 알반이 소개했다.

## 뮤직 비디오
영상은 흑백으로 하얀 방에서 촬영되었다. 런던 필하모닉 오케스트라와 일렉트릭 라이트 오케스트라의 멤버는 영상을 통해 볼 수 있다.

## 라이브 공연들
〈Whatever〉는 오아시스 라이브에서 수없이 많이 연주되었다. 어떨 땐 싱글에 수록된 버전처럼 현악기와 함께 연주되었고, 어떨 땐 현악기 없이 연주되었다. 그들은 종종 이 곡의 라이브 버전에서 비틀즈의 노래인 〈Octopus's Garden〉의 가사를 따와 끝을 맺었다. 그들은 또한 모트 더 후플(원곡은 데이빗 보위가 씀)의 곡인 〈All the Young Dudes〉의 "All the young blues... carry the news...,"의 가사를 따오기도 했다. 여기서 "the blues"는 노엘과 리암이 사랑하는 맨체스터 시티 FC의 팬들을 뜻한다. 1996년 8월 그들의 유명한 넵워쓰 공연에서, 이 곡은 하모니카 연주가인 마크 펠텀과 함께 연주되었다.

## B 사이드
이 싱글의 비사이드 중 하나인 〈Slide Away〉는 이미 그들의 데뷔 앨범인 《Definitely Maybe》에 수록되어 있었다. 이 싱글의 또 다른 비사이드인 〈(It's Good) To Be Free〉와 〈Half the World Away〉는 후에 비사이드 모음집인 《The Masterplan》에 수록되었다. 〈Slide Away〉와 〈Half the World Away〉는 또한 2006년 오아시스의 베스트 앨범인 《Stop the Clocks》에 수록되었으나, 정작 〈whatever〉는 실리지 않았다.
〈Half the World Away〉는 나중에 The Royle Family의 주제곡으로 발탁된다.

## 트랙 리스트
- CD CRESCD 195

1. "Whatever" - 6:21
2. "(It's Good) To Be Free" - 4:18
3. "Half the World Away" - 4:25
4. "Slide Away" - 6:31

- 7" CRE 195

1. "Whatever" - 6:19
2. "(It's Good) To Be Free" - 4:18

- 12" CRE 195T

1. "Whatever" - 6:19
2. "(It's Good) To Be Free" - 4:18
3. "Slide Away" - 6:31

- Cassette CRECS 195

1. "Whatever" - 6:19
2. "(It's Good) To Be Free" - 4:18

- Japanese EP ESCA 6127

1. "Whatever"
2. "(It's Good) To Be Free"
3. "Fade Away"
4. "Listen Up"
5. "Half the World Away"
6. "I Am the Walrus" (Live at the Glasgow Cathouse)

## 차트 순위
| Year | Chart                    | Position |
| ---- | ------------------------ | -------- |
| 1994 | UK Singles Chart         | 3        |
| 1994 | Swedish Singles Chart    | 9        |
| 1994 | Swiss Singles Chart      | 24       |
| 1994 | Australian Singles Chart | 40       |
| 1994 | Dutch Singles Chart      | 48       |
| 1994 | German Singles Chart     | 73       |